# 윤현 (야구 선수)
윤현(2006년 10월 20일 ~ )은 KBO 리그 키움 히어로즈의 투수이다.

## 키움 히어로즈시절
2025년에 입단하였다. 2025년 3월 27일 KIA 타이거즈와의 경기에 출전하며 데뷔 첫 경기를 치렀고, 경기에서 5이닝 3피안타 6사사구 2탈삼진 1실점 1자책점을 기록하였다.

## 출신 학교
- 가동초등학교
- 자양중학교
- 경기고등학교